# Povos
Povos (ou Povos do Ribatejo) é uma localidade da freguesia e do Município de Vila Franca de Xira, situada entre esta cidade e a vila de Castanheira do Ribatejo. Povos teve outrora estatuto de vila, sede de freguesia e de concelho, através do foral atribuído por Sancho I em 1195. Conheceu grande vigor económico ao longo dos séculos XIII e XIV, viria contudo a perder gradualmente essa importância em favor do concelho (atual município) de Vila Franca. O município foi extinto e integrado no atual a 6 de novembro de 1836.
É um dos principais núcleos patrimoniais do município e acolhe num dos seus extremos os terrenos do Hospital de Vila Franca de Xira.

## História
A ocupação da área remonta à Idade do Ferro, tendo sido ocupada continuamente até aos dias de hoje. Os vestígios mais antigos da ocupação humana foram encontrados no Monte do Senhor da Boa Morte e nas suas encostas, ocupação essa que se intensificou pelos séculos II e I a.C.. Nestas zonas foram achados fragmentos de cerâmica manual pré-romana, bem como outros artefactos e sepulturas datados do período do Alto Império e da Antiguidade Tardia. No seu sopé foi também identificado um conjunto de estruturas habitacionais atribuídos a uma villa romana, mas que poderiam ter integrado um núcleo de maior dimensão. Esta ocupação terá sido potenciada por vários fatores, dado que Povos estava junto às principais vias de comunicação — o rio Tejo e a estrada romana entre Olisipo e Scallabis — e a sua implantação conferia-lhe excelentes condições naturais de defesa, comandando amplas vistas sobre o rio. Ainda durante o período romano, decorrente da instabilidade que caracterizou os últimos tempos do Império, o morro é reocupado e o espaço da villa é abandonado, e é construída uma fortificação, o Castelo de Povos.
Do período islâmico existem igualmente diversos vestígios, identificando-se construções dos períodos emiral e califal, bem como vários artefactos decorativos e um vasto espólio de cerâmicas a elas associadas. Durante este tempo o espaço assumiu as mesmas funções que se observaram no período romano, centradas na vigia da entrada no Estuário do Tejo, mas a sua importância é tal que, administrativamente, Povos se equipara aos castelos de Alverca e de Alenquer.
O lugar de Povos insere-se no conjunto de lugares conquistados juntamente com as cidades de Santarém e de Lisboa, em 1147. Sofre então uma intensa campanha de povoamento e reorganização, confirmado pelos vestígios do cemitério de ar livre escavado nas suas rochas, e dá-se início ao processo de cristianização de uma população largamente islamizada, o que explica a atribuição tardia da carta de foral por D. Sancho I, em 1195. Ainda assim, a passagem deste documento atesta a relevância que este castelo e o seu pequeno núcleo habitacional possuíam graças à sua localização estratégica no alto do Monte do Senhor da Boa Morte, e o foral evidencia essas mesmas preocupações defensivas nos direitos e deveres que estabelece.
Será Afonso III que em 1218 confirmará o primeiro foral, e ser-lhe-à atribuído o foral novo de D. Manuel em 1510, a par das vizinhas Vila Franca e Castanheira.
A deslocalização definitiva para o sopé do monte dá-se com os Descobrimentos, altura em que a vila ganha novo ímpeto e se começam a edificar as zonas adjacentes à Rua Direita (atual Rua José Costa e Silva, correspondente à antiga Estrada Real). Este padrão de ocupação é apenas contrariado perpendicularmente pela ribeira de Povos e por duas ruas, a que sobe ao sítio do castelo (a nordeste) e a que conduz ao antigo cais (a sudeste). A área do Porto e Cais de Povos, uma zona portuária fluvial desde pelo menos finais do séc. XV até ao séc. XVIII, continha diversas casas nobres e formava um bairro que foi arruinado pelo terramoto de 1755 e do qual hoje apenas resta o imponente edifício do celeiro do Infantado. Do século XVI datam a fonte e as duas igrejas: uma consagrada a Nossa Senhora da Assunção, padroeira do lugar, e a Igreja da Misericórdia.
A atividade económica de então baseava-se na produção de trigo, vinho, azeite e frutas, que eram complementadas por atafonas, moinhos de vento, azenhas e lagares de azeite.
No final do Antigo Regime, em 1729, estabeleceu-se em Povos a primeira fábrica de curtumes do país, a qual ocupou durante muito tempo um lugar cimeiro nessa produção e esteve em atividade até meados do século XX.
Pouco mais tarde, em 1801, a vila contava com 324 habitantes. Nesse mesmo século, com as grandes reformas do liberalismo, o concelho de Povos não escapou à onda reorganizadora do país, tendo sido extinto em 1836, e a freguesia sido reduzida a lugar de Vila Franca.

## Património
- Alto e Encosta do Senhor da Boa Morte, incluindo o conjunto arquitetónico e arqueológico (Capela do Senhor da Boa Morte, Ruínas do Solar do Conde da Castanheira, Vestígios da Muralha do Castelo de Povos, uma estrutura habitacional da época islâmica e sepulturas antropomórficas escavadas na rocha)
- Núcleo urbano histórico de Povos, incluindo a Fonte e o Pelourinho
- Fonte Mudéjar de Povos
- Porto e Cais de Povos
- Villa Romana de Povos
- Real Fábrica de Atanados ou de Curtumes e Quinta
- Quinta da Cascata
- Quinta do Cabo